# Elymus ircutensis
Elymus ircutensis är en gräsart som beskrevs av Galina A. Peschkova. Elymus ircutensis ingår i släktet elmar, och familjen gräs. Inga underarter finns listade i Catalogue of Life.